# Francis Lederer

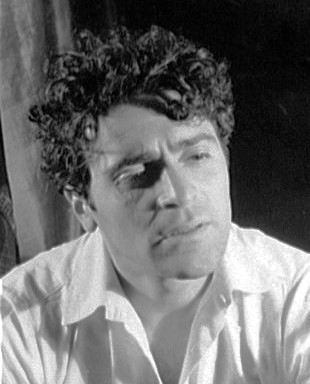
Francis Lederer (1932)

Francis Lederer, eigentlich Franz Lederer, tsch. auch František Lederer (* 6. November 1899 in Carolinenthal bei Prag, Österreich-Ungarn; † 25. Mai 2000 in Palm Springs, Kalifornien) war ein österreichisch-tschechoslowakisch-amerikanischer Schauspieler. In deutschsprachigen Filmen erscheint er unter seinem Geburtsnamen „Franz Lederer“, in amerikanischen als „Francis Lederer“.

## Leben und Arbeit
Franz Lederer wuchs als Sohn jüdischer Eltern zweisprachig bei Prag auf und verdiente sich bereits in den 1910er Jahren Geld als Theaterstatist hinzu. Nach Schauspielunterricht bei Roman Reinhardt begann er 1918 ein Studium an der Akademie für Musik und Darstellende Kunst und erhielt sein erstes Engagement 1919 am Neuen Deutschen Theater in Prag. In den folgenden Jahren trat er auch auf deutschen Bühnen auf, wo er seit 1925 als jugendlicher Liebhaber Erfolge feierte.
Als Filmdarsteller debütierte er 1928 in Carl Froelichs Melodrama Zuflucht, in dem er neben Henny Porten die Hauptrolle spielte. Einen seiner bekanntesten Filme drehte er 1929, als er neben Louise Brooks in Die Büchse der Pandora, G. W. Pabsts Adaption von Frank Wedekinds gleichnamigem Drama, mitwirkte. Einen weiteren Erfolg hatte er in Hanns Schwarz’ Film Die wunderbare Lüge der Nina Petrowna, einer Variante des Bühnenklassikers Kameliendame, die ihn neben Brigitte Helm zeigte.
Dank seiner Bühnenerfahrung machte Lederer den Sprung zum Tonfilm ohne Probleme. Er gab sein Debüt im neuen Medium 1929 in Atlantik, in dem E. A. Dupont die Geschichte des Untergangs der Titanic interpretierte. Zu den bekannteren Streifen aus der Zeit gehörte die Mitwirkung neben der damals sehr populären Hollywood-Schauspielerin Anna May Wong in der deutschen Sprachversion von Richard Eichbergs Hai-Tang. Der Weg zur Schande.
Der Schauspieler wechselte 1932 nach verschiedenen Theaterengagements im Vereinigten Königreich in die Vereinigten Staaten, wo er 1932 mit Autumn Crocus am Broadway erfolgreich war. Mit einem Filmvertrag bei Paramount Pictures ging er nach Hollywood, wo das Studio versuchte, ihn in der Nachfolge von Maurice Chevalier im Rollenfach des kontinentalen Liebhabers groß herauszubringen. Das Studio änderte seinen Namen in Francis Lederer, was für das amerikanische Publikum leichter auszusprechen war. Insgesamt blieb seine Karriere jedoch unter dem Niveau, das er in Europa hatte. Trotz gelegentlicher Hauptrollen in kostengünstigen Komödien wie Novak liebt Amerika neben Ginger Rogers und in William Wylers The Gay Deception spielte er meist Nebenrollen in A-Filmen wie in Mitchell Leisens Komödie Enthüllung um Mitternacht.
Zu den wenigen Hauptrollen, die er gegen Ende der 1930er noch bekam, gehörte der Part in Anatole Litvaks Confessions of a Nazi Spy, der Lederer 1939 neben Edward G. Robinson als deutschen Geheimagenten zeigte. Mit Ausnahme von The Bridge of San Luis Rey aus dem Jahr 1944, der Verfilmung des gleichnamigen Romans von Thornton Wilder, in der er neben Alla Nazimova auftrat, waren die meisten Filme der Zeit Routineproduktionen. 1958 begann Francis Lederer eine kurze zweite Karriere als Horrorfilm-Darsteller. Als Vampir-Graf Dracula wirkte er in The Return of Dracula von 1958 mit. Im Folgejahr war Lederer in Terror is a Man ein verrückter Wissenschaftler, der einen Panther in eine mörderische menschenähnliche Kreatur verwandelt.

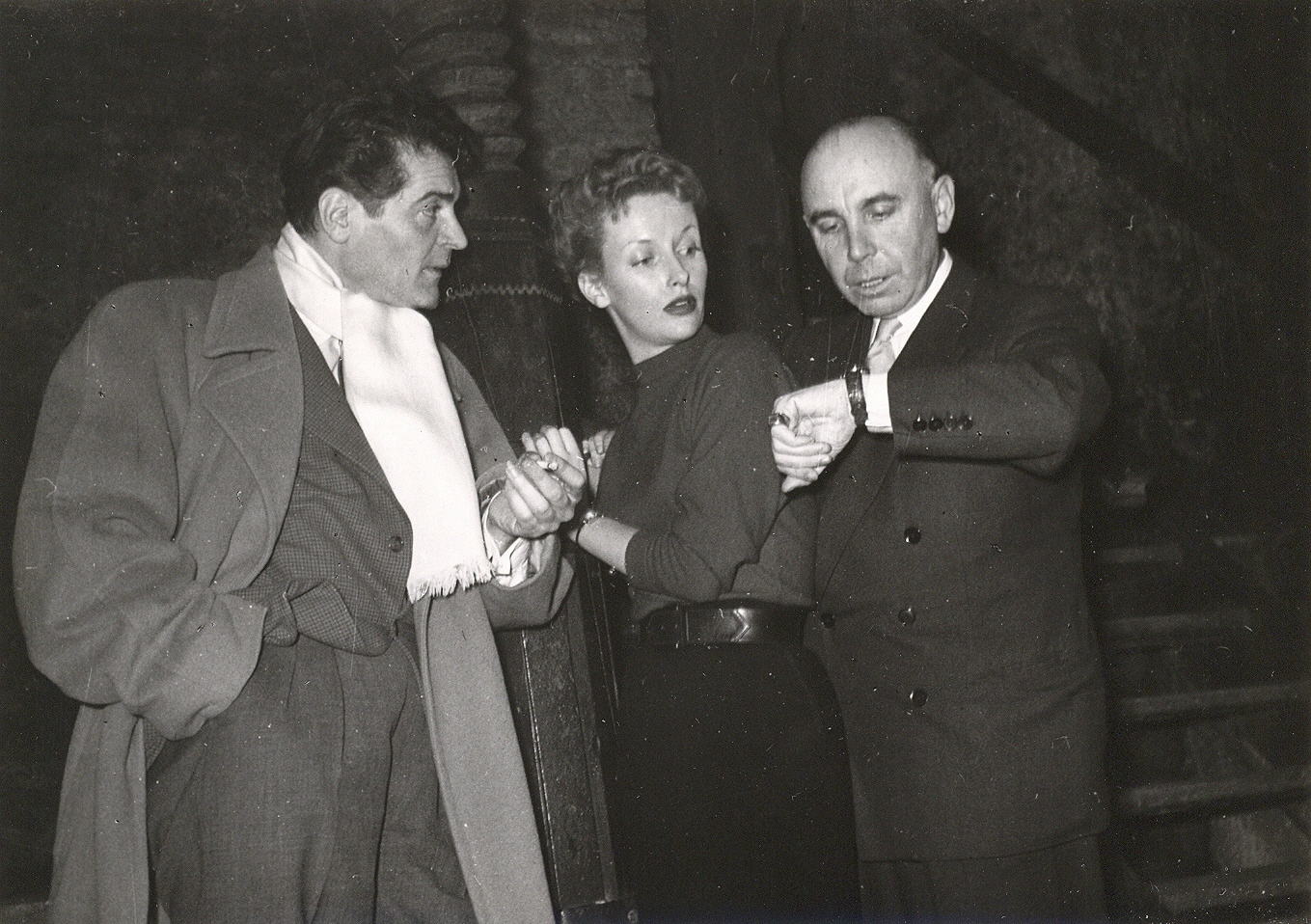
Francis Lederer, Joan Camden und Filmregisseur Emil-Edwin Reinert während der Dreharbeiten von Stolen Identity, Wien, 1952

Bereits seit den 1930er Jahren war er neben seiner Schauspielarbeit als Pazifist auch politisch engagiert. 1934 hatte er die World Peace Federation gegründet. 1940 wurde er von einem Komitee des Weißen Hauses beschuldigt, mit den Kommunisten zu sympathisieren, schließlich jedoch entlastet. Lederer gehörte zu den ersten Mitgliedern der amerikanischen Filmschauspielergewerkschaft Screen Actors Guild und war eine Zeitlang Präsident der American National Academy of Performing Arts, kurz ANTA.

Lederer war in den 1920er Jahren mit Ada Nejedly verheiratet. Nach einer kurzen Ehe mit der mexikanisch-amerikanischen Filmschauspielerin Margo hielt seine dritte fast 60 Jahre. In späteren Jahren betrieb Lederer, der als Makler zu großem Wohlstand gekommen war, eine große Ranch in Canoga Park.

## Filmografie
Deutsche Filme, wenn nicht anders angegeben:
- 1928: Zuflucht
- 1928: Die seltsame Nacht der Helga Wangen
- 1929: Die Büchse der Pandora
- 1929: Die wunderbare Lüge der Nina Petrowna
- 1929: Meineid
- 1929: Irene Rysbergues große Liebe (Maman Colibri)
- 1929: Atlantik
- 1930: Hai-Tang. Der Weg zur Schande
- 1930: Der Detektiv des Kaisers
- 1930: Fundvogel
- 1930: Die große Sehnsucht
- 1930: Susanne macht Ordnung
- 1931: Ihre Majestät die Liebe
- 1931: Das Schicksal der Renate Langen

Amerikanische Filme, wenn nicht anders angegeben:
- 1934: Man of Two Worlds
- 1934: Jagd nach dem Glück (The Pursuit of Happiness)
- 1935: Novak liebt Amerika (Romance in Manhattan)
- 1935: The Gay Deception
- 1936: One Rainy Afternoon/Matinee Scandal
- 1936: My American Wife
- 1937: It’s All Yours
- 1938: The Lone Wolf in Paris
- 1939: Enthüllung um Mitternacht (Midnight)
- 1939: Ich war ein Spion der Nazis (Confessions of a Nazi Spy)
- 1940: The Man I Married/I Married a Nazi
- 1941: Puddin’ Head/Judy Goes to Town
- 1944: Voice in the Wind
- 1944: The Bridge of San Luis Rey
- 1946: Tagebuch einer Kammerzofe (The Diary of a Chambermaid)
- 1946: The Madonna’s Secret
- 1948: Million Dollar Weekend
- 1950: Captain Carey, U.S.A.
- 1950: Die Männerfeindin (A Woman of Distinction)
- 1950: Surrender
- 1952: Abenteuer in Wien (Alternativtitel: Gefährliches Abenteuer)
- 1953: Stolen Identity (englischsprachige Version von Abenteuer in Wien)
- 1956: Die große und die kleine Welt (The Ambassador’s Daughter)
- 1956: Geheimzentrale Lissabon (Lisbon)
- 1958: Flammen über Maracaibo (Maracaibo)
- 1958: Draculas Blutnacht (The Return of Dracula)
- 1959: Terror is a Man

## Dokumentation
- 1999: Älter als Hollywood, ORF-Dokumentation zum 100. Geburtstag von Francis Lederer von Georg Markus und Kris Kren. Mit Francis Lederer, Patrick Macnee, Leon Askin, Marion Lederer, Leo Orsten, John Phillip Law, Einzi Stolz, Turhan Bey.